# Fuxml
FuXML ist ein Redaktionssystem für die Erstellung und Verwaltung multimedialer Kursmaterialien.
FuXML ist ein für die Fernuniversität Hagen entwickeltes Redaktionssystem, das die Erstellung, Verwaltung und  Pflege von Kursen unterstützt. Oberstes Ziel des Projektes ist die Entlastung der Dozenten von technischen Arbeiten, die typischerweise bei der Erstellung hypermedialer Kursmaterialen auftreten. Realisiert wird das Redaktionssystem auf der Basis von XML und einem standardisierten Dokumentenformat. Lehrmaterialien, welche diesem standardisierten XML-Format entsprechen, können durch Cross Media Publishing in verschiedene Ausgabeformate umgesetzt werden, ohne dass dabei weitere Arbeiten durch den Dozenten erforderlich werden. Beispielsweise kann aus einer XML-Vorlage eines Kurses eine Druckversion und eine multimediale Bildschirmversion des Kurses für den Studenten, eine Druckversion mit Musterlösungen für den Dozenten, sowie eine Musterlösungsausgabe mit Korrekturhinweisen für Korrekturkräfte erstellt werden. Die Umsetzung von zentralen Gestaltungsrichtlinien, zum Beispiel fachbereichsspezifische Designvorgaben oder universitätsweite Vorgaben zur Realisierung der Barrierefreiheit von Lehrmaterialien, werden durch das Redaktionssystem erst mit vertretbarem Aufwand und Kosten ermöglicht. 
Aufgaben in dem Projekt umfassen die Konzeption und Umsetzung einer Document Type Definition (DTD) für die Fernuniversität, Auswahl und Anpassung geeigneter Autorenwerkzeuge, die Realisierung von Gestaltungsfiltern für verschiedene Ausgabeformate, die Entwicklung eines Produktionsservers, der die Umsetzung der Dokumente vornimmt, und die Entwicklung einer Verwaltungskomponente, welche die Benutzerführung und Datenadministration übernimmt.
FuXML steht seit Oktober 2006 als Open-Source-Version zur Verfügung. Seit Sommer 2010 steht FuXML an der Fernuniversität Hagen nicht mehr zur Verfügung.